# 群馬郡
- 令制国一覧 > 東山道 > 上野国 > 群馬郡
- 日本 > 関東地方 > 群馬県 > 群馬郡

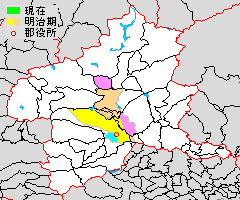
群馬県群馬郡の範囲（黄・薄黄：第1次・第2次ともに所属 桃：第1次のみ所属 水色：第2次のみ所属 薄黄：後に他郡に編入された区域）

群馬郡（ぐんまぐん）は、群馬県（上野国）にあった郡。

## 郡域
1896年（明治29年）に発足した当時の郡域は、現在の行政区画では概ね以下の区域に相当する。
- 前橋市（利根川以西）
- 高崎市（以下の2地域）

1. 烏川以東
2. 石原町、乗附町、寺尾町、聖石町、片岡町一 - 三丁目、八千代町一 - 四丁目および城山町一・二丁目の一部）

- 渋川市（北橘町各町、赤城町各町を除く）
- 北群馬郡吉岡町
- 北群馬郡榛東村
- 佐波郡玉村町の一部（大字八幡原、宇貫、板井、斎田）

## 歴史

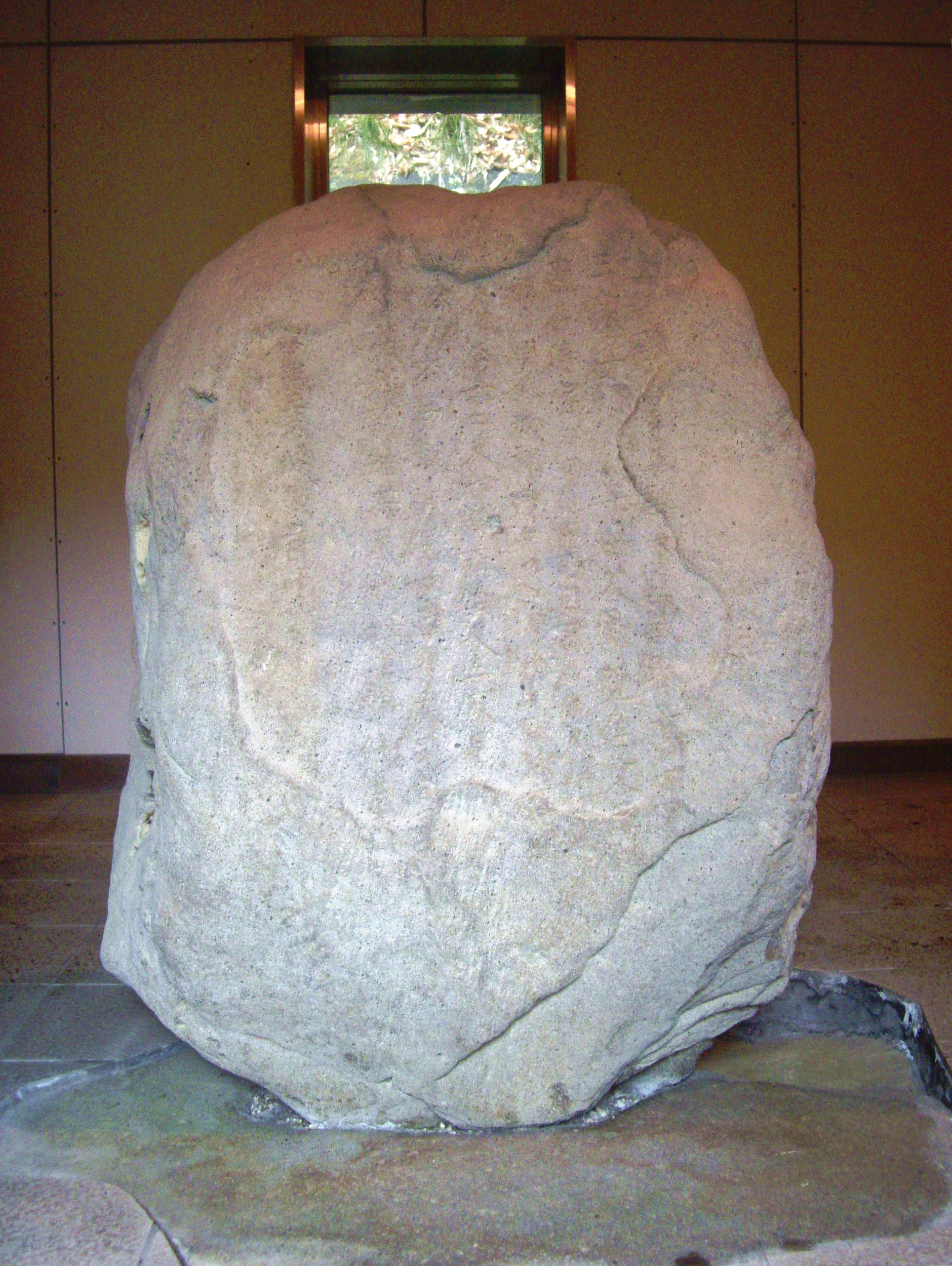
上野三碑の一つ、金井沢碑。神亀3年（726年）に建てられた石碑で、刻まれた「群馬」の用例は在地のものとして最古のものである。

飛鳥藤原宮出土の木簡に、「上毛野国車評」と書かれたものが見つかっている。群馬はもともと、上毛野国（後の上野国）の評（後の郡）としてある「車（くるま）」という地名であった。
評が郡に変わって車郡になってから、奈良時代の713年（和銅6年）に好字二字で地名を表すことになったとき、群馬郡（くるまのこおり、くるまぐん）に改名されたと推測されている。字の選択にあたっては、この辺りが馬産地であったことが考慮されたと思われる。
「ぐんま」の読みは後になって生まれたもので、「くるま」は江戸時代まで使われていた。「ぐんま」に確定したのは明治時代からである。
和名類聚抄に群馬郡の郷として長野、井出、小野、八木、上郊、畔切、島名、群馬、桃井、有馬、利刈、駅家、白衣が挙げられている。

### 群馬郡（第1次）
所属町村の変遷は東群馬郡#郡発足までの沿革、西群馬郡#郡発足までの沿革をそれぞれ参照
- 「旧高旧領取調帳」に記載されている明治初年時点での、当郡域3町206村の支配は以下の通り。幕府領は関東在方掛の岩鼻陣屋が管轄。他にも寺社領が各村に散在。（3町206村）
  - 後の東群馬郡域（1町29村） - 上野前橋藩
  - 後の西群馬郡域（2町177村） - 幕府領、旗本領、上野高崎藩、上野前橋藩、上野安中藩、上野吉井藩
- 慶応4年6月17日（1868年8月5日） - 新政府が岩鼻陣屋に岩鼻県を設置。幕府領・旗本領を管轄。
- 明治初年 - 前橋藩の領地替えにより、幕府領・旗本領・高崎藩領の各一部が前橋藩領となる。
- 明治2年12月26日（1870年1月27日） - 吉井藩が廃藩。管轄区域が岩鼻県の管轄となる。
- 明治4年
  - 7月14日（1871年8月29日） - 廃藩置県により藩領が高崎県、前橋県、沼田県、安中県となる。
  - 10月28日（1871年12月10日） - 第1次府県統合により、全域が群馬県（第1次）の管轄となる。
- 明治6年（1873年）6月15日 - 熊谷県の管轄となる。
- 明治9年（1876年）8月21日 - 第2次府県統合により、熊谷県が武蔵国の管轄地域を埼玉県に合併して群馬県（第2次）に改称。当郡域は群馬県の管轄となる。
- 明治11年（1878年）12月7日 - 郡区町村編制法の群馬県での施行により、利根川以東の1町22村の区域に東群馬郡、残部の2町1駅140村をに西群馬郡がそれぞれ発足。同日群馬郡（第1次）廃止。

### 群馬郡（第2次）
- 明治29年（1896年）

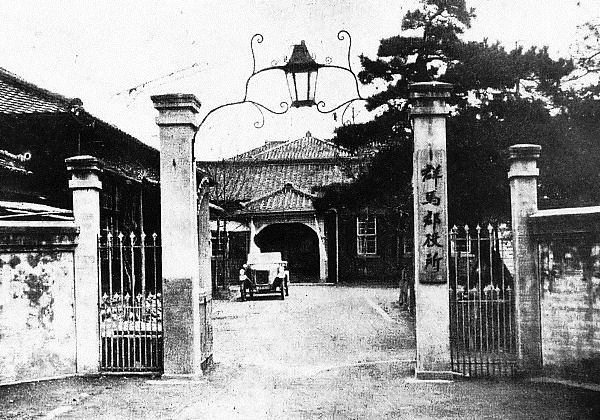
群馬郡役所

  - 4月1日 - 郡制の施行のため、西群馬郡の一部（高山村を除く全域）・片岡郡の区域をもって群馬郡（第2次）が発足。以下の町村が所属。（6町32村）
    - 旧・西群馬郡（6町31村） - 高崎町、佐野村、倉賀野町、岩鼻村、大類村、滝川村、京ヶ島村（現・高崎市）、東村、元総社村（現・前橋市）、新高尾村（現・高崎市、前橋市）、中川村、塚沢村、六郷村、長野村、久留馬村、室田村、倉田村、車郷村、箕輪村（現・高崎市）、相馬村（現・高崎市、北群馬郡榛東村）、上郊村、堤ヶ岡村、国府村（現・高崎市）、総社町（現・前橋市）、金古町（現・高崎市）、清里村（現・前橋市）、駒寄村（現・北群馬郡吉岡町）、古巻村（現渋川市）、明治村（現・北群馬郡吉岡町）、桃井村（現・北群馬郡榛東村）、豊秋村、渋川町、伊香保町、金島村、長尾村、白郷井村、小野上村（現・渋川市）
    - 旧・片岡郡（1村） - 片岡村（現・高崎市）

  - 7月15日 - 郡制を施行。
- 明治33年（1900年）4月1日 - 高崎町が市制施行して高崎市となり、郡より離脱。（5町32村）
- 明治38年（1905年）4月1日 - 室田村が町制施行して室田町となる。（6町31村）
- 大正10年（1921年）4月1日 - 箕輪村が町制施行して箕輪町となる。（7町30村）
- 大正12年（1923年）4月1日 - 郡会が廃止。郡役所は存続。
- 大正15年（1926年）7月1日 - 郡役所が廃止。以降は地域区分名称となる。
- 昭和2年（1927年）4月1日 - 塚沢村・片岡村が高崎市に編入。（7町28村）
- 昭和14年（1939年）10月1日 - 佐野村が高崎市に編入。（7町27村）
- 昭和17年（1942年）7月1日 - 「群馬地方事務所」が高崎市に設置され、本郡を管轄。
- 昭和24年（1949年）10月1日 - 渋川町・伊香保町・金島村・古巻村・豊秋村・駒寄村・明治村・桃井村・長尾村・白郷井村・小野上村の2町9村の区域をもって北群馬郡を設置。（5町18村）
- 昭和26年（1951年）4月1日 - 六郷村が高崎市に編入。（5町17村）
- 昭和29年（1954年）4月1日 - 総社町・東村・元総社村が前橋市に編入。（4町15村）
- 昭和30年（1955年）
  - 1月20日（4町12村）
    - 清里村および新高尾村の一部（大字鳥羽）が前橋市に編入。
    - 中川村および新高尾村の残部（大字新保田中・新保・日高・中尾）が高崎市に編入。

  - 2月1日（4町12村）
    - 室田町が碓氷郡里見村と合併して榛名町が発足。
    - 倉田村が碓氷郡烏淵村と合併して倉淵村が発足。

  - 3月1日 - 久留馬村が榛名町に編入。（4町11村）
  - 4月1日（4町8村）
    - 箕輪町・車郷村が合併して箕郷町が発足。
    - 金古町・堤ヶ岡村・国府村が合併して群馬町が発足。

  - 8月1日 - 長野村が高崎市に編入。（4町7村）
- 昭和31年（1956年）9月30日（4町5村）
  - 大類村が高崎市に編入。
  - 滝川村・京ヶ島村が合併して群南村が発足。
- 昭和32年（1957年）
  - 3月30日
    - 相馬村の一部（大字広馬場）が北群馬郡桃井村と合併し、改めて北群馬郡桃井村（現榛東村）が発足、郡より離脱。
    - 相馬村の残部（大字柏木沢）が箕郷町に編入。（4町4村）

  - 4月1日 - 上郊村の一部（大字中里・保渡田・井出）が群馬町、残部（大字生原）が箕郷町に分割編入。（4町3村）
  - 8月1日（4町2村）
    - 群南村の一部（大字宇貫および八幡原の一部）が佐波郡玉村町・上陽村と合併し、改めて佐波郡玉村町が発足、郡より離脱。
    - 岩鼻村の一部（大字綿貫・栗崎）が群南村、残部（大字岩鼻・台新田・東中里・矢中）が高崎市に分割編入。

  - 10月15日 - 群南村の一部（大字板井）が佐波郡玉村町に編入。
- 昭和34年（1959年）4月1日 - 箕郷町の一部（大字柏木沢の一部）が桃井村に編入。
- 昭和38年（1963年）3月31日 - 倉賀野町が高崎市に編入。（3町2村）
- 昭和40年（1965年）9月1日 - 群南村が高崎市に編入。（3町1村）
- 平成8年（1996年）7月1日 - 倉淵村が倉渕村に改称。
- 平成18年（2006年）
  - 1月23日 - 箕郷町・群馬町・倉渕村が高崎市に編入。（1町）
  - 10月1日 - 榛名町が高崎市に編入。同日群馬郡消滅。

### 変遷表
| 明治22年4月1日 | 明治22年4月1日 | 明治29年4月1日              | 明治29年 - 大正15年 | 昭和元年 - 昭和19年          | 昭和20年 - 昭和29年            | 昭和20年 - 昭和29年         | 昭和30年 - 昭和35年              | 昭和30年 - 昭和35年                                                                                                 | 昭和35年 - 昭和64年          | 平成元年 - 現在              | 平成元年 - 現在              | 現在            |
| -------------- | -------------- | --------------------------- | ------------------- | ---------------------------- | ------------------------------ | --------------------------- | -------------------------------- | --- | ---------------------------- | ---------------------------- | ---------------------------- | --------------- |
| 西群馬郡       | 高山村         | 明治29年4月1日 吾妻郡へ移行 | 吾妻郡 高山村       | 吾妻郡 高山村                | 吾妻郡 高山村                  | 吾妻郡 高山村               | 吾妻郡 高山村                    | 吾妻郡 高山村 | 吾妻郡 高山村                | 吾妻郡 高山村                | 吾妻郡 高山村                | 吾妻郡 高山村   |
| 西群馬郡       | 東村           | 明治29年4月1日 群馬郡発足   | 東村                | 東村                         | 昭和29年4月1日 前橋市に編入    | 昭和29年4月1日 前橋市に編入 | 前橋市                           | 前橋市 | 前橋市                       | 前橋市                       | 前橋市                       | 前橋市          |
| 西群馬郡       | 総社町         | 明治29年4月1日 群馬郡発足   | 総社町              | 総社町                       | 昭和29年4月1日 前橋市に編入    | 昭和29年4月1日 前橋市に編入 | 前橋市                           | 前橋市 | 前橋市                       | 前橋市                       | 前橋市                       | 前橋市          |
| 西群馬郡       | 元総社村       | 明治29年4月1日 群馬郡発足   | 元総社村            | 元総社村                     | 昭和29年4月1日 前橋市に編入    | 昭和29年4月1日 前橋市に編入 | 前橋市                           | 前橋市 | 前橋市                       | 前橋市                       | 前橋市                       | 前橋市          |
| 西群馬郡       | 清里村         | 明治29年4月1日 群馬郡発足   | 清里村              | 清里村                       | 清里村                         | 清里村                      | 昭和30年1月20日 前橋市に編入     | 昭和30年1月20日 前橋市に編入                                                                                        | 前橋市                       | 前橋市                       | 前橋市                       | 前橋市          |
| 西群馬郡       | 新高尾村       | 明治29年4月1日 群馬郡発足   | 新高尾村            | 新高尾村                     | 新高尾村                       | 新高尾村                    | 昭和30年1月20日 前橋市に一部編入 | 昭和30年1月20日 前橋市に一部編入                                                                                    | 前橋市                       | 前橋市                       | 前橋市                       | 前橋市          |
| 西群馬郡       | 新高尾村       | 明治29年4月1日 群馬郡発足   | 新高尾村            | 新高尾村                     | 新高尾村                       | 新高尾村                    | 昭和30年1月20日 高崎市に一部編入 | 昭和30年1月20日 高崎市に一部編入                                                                                    | 高崎市                       | 高崎市                       | 高崎市                       | 高崎市          |
| 西群馬郡       | 中川村         | 明治29年4月1日 群馬郡発足   | 中川村              | 中川村                       | 中川村                         | 中川村                      | 昭和30年1月20日 高崎市に編入     | 昭和30年1月20日 高崎市に編入                                                                                        | 高崎市                       | 高崎市                       | 高崎市                       | 高崎市          |
| 西群馬郡       | 六郷村         | 明治29年4月1日 群馬郡発足   | 六郷村              | 六郷村                       | 昭和26年4月1日 高崎市に編入    | 昭和26年4月1日 高崎市に編入 | 高崎市                           | 高崎市 | 高崎市                       | 高崎市                       | 高崎市                       | 高崎市          |
| 西群馬郡       | 佐野村         | 明治29年4月1日 群馬郡発足   | 塚沢村              | 昭和14年10月1日 高崎市に編入 | 高崎市                         | 高崎市                      | 高崎市                           | 高崎市 | 高崎市                       | 高崎市                       | 高崎市                       | 高崎市          |
| 西群馬郡       | 佐野村         | 明治29年4月1日 群馬郡発足   | 佐野村              | 昭和2年4月1日 高崎市に編入   | 高崎市                         | 高崎市                      | 高崎市                           | 高崎市 | 高崎市                       | 高崎市                       | 高崎市                       | 高崎市          |
| 片岡郡         | 片岡村         | 明治29年4月1日 群馬郡発足   | 片岡村              | 昭和2年4月1日 高崎市に編入   | 高崎市                         | 高崎市                      | 高崎市                           | 高崎市 | 高崎市                       | 高崎市                       | 高崎市                       | 高崎市          |
| 西群馬郡       | 高崎町         | 明治29年4月1日 群馬郡発足   | 明治33年4月1日 市制 | 高崎市                       | 高崎市                         | 高崎市                      | 高崎市                           | 高崎市 | 高崎市                       | 高崎市                       | 高崎市                       | 高崎市          |
| 西群馬郡       | 長野村         | 明治29年4月1日 群馬郡発足   | 長野村              | 長野村                       | 長野村                         | 長野村                      | 昭和30年8月1日 高崎市に編入      | 昭和30年8月1日 高崎市に編入                                                                                         | 高崎市                       | 高崎市                       | 高崎市                       | 高崎市          |
| 西群馬郡       | 大類村         | 明治29年4月1日 群馬郡発足   | 大類村              | 大類村                       | 大類村                         | 大類村                      | 昭和31年9月30日 高崎市に編入     | 昭和31年9月30日 高崎市に編入                                                                                        | 高崎市                       | 高崎市                       | 高崎市                       | 高崎市          |
| 西群馬郡       | 倉賀野町       | 明治29年4月1日 群馬郡発足   | 倉賀野町            | 倉賀野町                     | 倉賀野町                       | 倉賀野町                    | 倉賀野町                         | 倉賀野町 | 昭和38年3月31日 高崎市に編入 | 高崎市                       | 高崎市                       | 高崎市          |
| 西群馬郡       | 岩鼻村         | 明治29年4月1日 群馬郡発足   | 岩鼻村              | 岩鼻村                       | 岩鼻村                         | 岩鼻村                      | 昭和32年8月1日 高崎市に一部編入  | 昭和32年8月1日 高崎市に一部編入                                                                                     | 高崎市                       | 高崎市                       | 高崎市                       | 高崎市          |
| 西群馬郡       | 岩鼻村         | 明治29年4月1日 群馬郡発足   | 岩鼻村              | 岩鼻村                       | 岩鼻村                         | 岩鼻村                      | 昭和32年8月1日 群南村に一部編入  | 昭和32年8月1日 群南村に一部編入                                                                                     | 昭和40年9月1日 高崎市に編入  | 高崎市                       | 高崎市                       | 高崎市          |
| 西群馬郡       | 京ヶ島村       | 明治29年4月1日 群馬郡発足   | 京ヶ島村            | 京ヶ島村                     | 京ヶ島村                       | 京ヶ島村                    | 昭和31年9月30日 群南村           | 群南村 | 昭和40年9月1日 高崎市に編入  | 高崎市                       | 高崎市                       | 高崎市          |
| 西群馬郡       | 滝川村         | 明治29年4月1日 群馬郡発足   | 滝川村              | 滝川村                       | 滝川村                         | 滝川村                      | 昭和31年9月30日 群南村           | 群南村 | 昭和40年9月1日 高崎市に編入  | 高崎市                       | 高崎市                       | 高崎市          |
| 西群馬郡       | 滝川村         | 明治29年4月1日 群馬郡発足   | 滝川村              | 滝川村                       | 滝川村                         | 滝川村                      | 昭和31年9月30日 群南村           | 昭和32年8月1日 旧滝川村の一部（宇貫と八幡原の一部）玉村町と合併 昭和32年10月15日 旧滝川村の一部（板井）玉村町へ編入 | 佐波郡 玉村町                | 佐波郡 玉村町                | 佐波郡 玉村町                | 佐波郡 玉村町   |
| 西群馬郡       | 久留馬村       | 明治29年4月1日 群馬郡発足   | 久留馬村            | 久留馬村                     | 久留馬村                       | 久留馬村                    | 昭和30年3月1日 榛名町に編入      | 昭和30年3月1日 榛名町に編入                                                                                         | 榛名町                       | 平成18年10月1日 高崎市に編入 | 平成18年10月1日 高崎市に編入 | 高崎市          |
| 西群馬郡       | 室田村         | 明治29年4月1日 群馬郡発足   | 明治38年4月1日 町制 | 室田町                       | 室田町                         | 室田町                      | 昭和30年2月1日 榛名町            | 昭和30年2月1日 榛名町                                                                                               | 榛名町                       | 平成18年10月1日 高崎市に編入 | 平成18年10月1日 高崎市に編入 | 高崎市          |
| 碓氷郡         | 里見村         | 碓氷郡                      | 里見村              | 里見村                       | 里見村                         | 里見村                      | 昭和30年2月1日 榛名町            | 昭和30年2月1日 榛名町                                                                                               | 榛名町                       | 平成18年10月1日 高崎市に編入 | 平成18年10月1日 高崎市に編入 | 高崎市          |
| 碓氷郡         | 烏淵村         | 碓氷郡                      | 烏淵村              | 烏淵村                       | 烏淵村                         | 烏淵村                      | 昭和30年4月1日 倉淵村            | 昭和30年4月1日 倉淵村                                                                                               | 倉淵村                       | 平成8年7月1日 倉渕村に改称   | 平成18年1月23日 高崎市に編入 | 高崎市          |
| 西群馬郡       | 倉田村         | 明治29年4月1日 群馬郡発足   | 倉田村              | 倉田村                       | 倉田村                         | 倉田村                      | 昭和30年4月1日 倉淵村            | 昭和30年4月1日 倉淵村                                                                                               | 倉淵村                       | 平成8年7月1日 倉渕村に改称   | 平成18年1月23日 高崎市に編入 | 高崎市          |
| 西群馬郡       | 金古町         | 明治29年4月1日 群馬郡発足   | 金古町              | 金古町                       | 金古町                         | 金古町                      | 昭和30年4月1日 群馬町            | 昭和30年4月1日 群馬町                                                                                               | 群馬町                       | 群馬町                       | 平成18年1月23日 高崎市に編入 | 高崎市          |
| 西群馬郡       | 堤ヶ岡村       | 明治29年4月1日 群馬郡発足   | 堤ヶ岡村            | 堤ヶ岡村                     | 堤ヶ岡村                       | 堤ヶ岡村                    | 昭和30年4月1日 群馬町            | 昭和30年4月1日 群馬町                                                                                               | 群馬町                       | 群馬町                       | 平成18年1月23日 高崎市に編入 | 高崎市          |
| 西群馬郡       | 国府村         | 明治29年4月1日 群馬郡発足   | 国府村              | 国府村                       | 国府村                         | 国府村                      | 昭和30年4月1日 群馬町            | 昭和30年4月1日 群馬町                                                                                               | 群馬町                       | 群馬町                       | 平成18年1月23日 高崎市に編入 | 高崎市          |
| 西群馬郡       | 上郊村         | 明治29年4月1日 群馬郡発足   | 上郊村              | 上郊村                       | 上郊村                         | 上郊村                      | 昭和32年4月1日 群馬町に編入      | 昭和32年4月1日 群馬町に編入                                                                                         | 群馬町                       | 群馬町                       | 平成18年1月23日 高崎市に編入 | 高崎市          |
| 西群馬郡       | 上郊村         | 明治29年4月1日 群馬郡発足   | 上郊村              | 上郊村                       | 上郊村                         | 上郊村                      | 昭和32年4月1日 箕郷町に編入      | 昭和32年4月1日 箕郷町に編入                                                                                         | 箕郷町                       | 箕郷町                       | 平成18年1月23日 高崎市に編入 | 高崎市          |
| 西群馬郡       | 箕輪村         | 明治29年4月1日 群馬郡発足   | 大正10年4月1日 町制 | 箕輪町                       | 箕輪町                         | 箕輪町                      | 昭和30年4月1日 箕郷町            | 昭和30年4月1日 箕郷町                                                                                               | 箕郷町                       | 箕郷町                       | 平成18年1月23日 高崎市に編入 | 高崎市          |
| 西群馬郡       | 車郷村         | 明治29年4月1日 群馬郡発足   | 車郷村              | 車郷村                       | 車郷村                         | 車郷村                      | 昭和30年4月1日 箕郷町            | 昭和30年4月1日 箕郷町                                                                                               | 箕郷町                       | 箕郷町                       | 平成18年1月23日 高崎市に編入 | 高崎市          |
| 西群馬郡       | 相馬村         | 明治29年4月1日 群馬郡発足   | 相馬村              | 相馬村                       | 相馬村                         | 相馬村                      | 昭和30年3月30日 箕郷町に編入     | 昭和30年3月30日 箕郷町に編入                                                                                        | 箕郷町                       | 箕郷町                       | 平成18年1月23日 高崎市に編入 | 高崎市          |
| 西群馬郡       | 相馬村         | 明治29年4月1日 群馬郡発足   | 相馬村              | 相馬村                       | 相馬村                         | 相馬村                      | 昭和30年3月30日 桃井村に編入     | 昭和34年8月1日 榛東村に改称                                                                                         | 榛東村                       | 榛東村                       | 榛東村                       | 北群馬郡 榛東村 |
| 西群馬郡       | 桃井村         | 明治29年4月1日 群馬郡発足   | 桃井村              | 桃井村                       | 昭和24年10月1日 北群馬郡が分立 | 桃井村                      | 桃井村                           | 昭和34年8月1日 榛東村に改称                                                                                         | 榛東村                       | 榛東村                       | 榛東村                       | 北群馬郡 榛東村 |
| 西群馬郡       | 駒寄村         | 明治29年4月1日 群馬郡発足   | 駒寄村              | 駒寄村                       | 昭和24年10月1日 北群馬郡が分立 | 駒寄村                      | 昭和30年4月1日 吉岡村            | 昭和30年4月1日 吉岡村                                                                                               | 吉岡村                       | 平成3年4月1日 町制施行       | 平成3年4月1日 町制施行       | 北群馬郡 吉岡町 |
| 西群馬郡       | 明治村         | 明治29年4月1日 群馬郡発足   | 明治村              | 明治村                       | 昭和24年10月1日 北群馬郡が分立 | 明治村                      | 昭和30年4月1日 吉岡村            | 昭和30年4月1日 吉岡村                                                                                               | 吉岡村                       | 平成3年4月1日 町制施行       | 平成3年4月1日 町制施行       | 北群馬郡 吉岡町 |
| 西群馬郡       | 伊香保町       | 明治29年4月1日 群馬郡発足   | 伊香保町            | 伊香保町                     | 昭和24年10月1日 北群馬郡が分立 | 伊香保町                    | 伊香保町                         | 伊香保町 | 伊香保町                     | 平成18年2月20日 渋川市       | 平成18年2月20日 渋川市       | 渋川市          |
| 西群馬郡       | 長尾村         | 明治29年4月1日 群馬郡発足   | 長尾村              | 長尾村                       | 昭和24年10月1日 北群馬郡が分立 | 長尾村                      | 昭和35年9月1日 子持村            | 昭和35年9月1日 子持村                                                                                               | 子持村                       | 平成18年2月20日 渋川市       | 平成18年2月20日 渋川市       | 渋川市          |
| 西群馬郡       | 白郷井村       | 明治29年4月1日 群馬郡発足   | 白郷井村            | 白郷井村                     | 昭和24年10月1日 北群馬郡が分立 | 白郷井村                    | 昭和35年9月1日 子持村            | 昭和35年9月1日 子持村                                                                                               | 子持村                       | 平成18年2月20日 渋川市       | 平成18年2月20日 渋川市       | 渋川市          |
| 西群馬郡       | 小野上村       | 明治29年4月1日 群馬郡発足   | 小野上村            | 小野上村                     | 昭和24年10月1日 北群馬郡が分立 | 小野上村                    | 小野上村                         | 小野上村 | 小野上村                     | 平成18年2月20日 渋川市       | 平成18年2月20日 渋川市       | 渋川市          |
| 西群馬郡       | 渋川町         | 明治29年4月1日 群馬郡発足   | 渋川町              | 渋川町                       | 昭和24年10月1日 北群馬郡が分立 | 昭和29年4月1日 渋川市       | 渋川市                           | 渋川市 | 渋川市                       | 平成18年2月20日 渋川市       | 平成18年2月20日 渋川市       | 渋川市          |
| 西群馬郡       | 金島村         | 明治29年4月1日 群馬郡発足   | 金島村              | 金島村                       | 昭和24年10月1日 北群馬郡が分立 | 昭和29年4月1日 渋川市       | 渋川市                           | 渋川市 | 渋川市                       | 平成18年2月20日 渋川市       | 平成18年2月20日 渋川市       | 渋川市          |
| 西群馬郡       | 古巻村         | 明治29年4月1日 群馬郡発足   | 古巻村              | 古巻村                       | 昭和24年10月1日 北群馬郡が分立 | 昭和29年4月1日 渋川市       | 渋川市                           | 渋川市 | 渋川市                       | 平成18年2月20日 渋川市       | 平成18年2月20日 渋川市       | 渋川市          |
| 西群馬郡       | 豊秋村         | 明治29年4月1日 群馬郡発足   | 豊秋村              | 豊秋村                       | 昭和24年10月1日 北群馬郡が分立 | 昭和29年4月1日 渋川市       | 渋川市                           | 渋川市 | 渋川市                       | 平成18年2月20日 渋川市       | 平成18年2月20日 渋川市       | 渋川市          |

## 行政
群馬郡（第2次）長
| 代 | 氏名       | 就任年月日                 | 退任年月日                 | 備考                   |
| -- | ---------- | -------------------------- | -------------------------- | ---------------------- |
| 1  | 深谷徳三郎 | 明治29年（1896年）4月1日   | 明治30年（1897年）6月12日  |                        |
| 2  | 森重毅     | 明治30年（1897年）6月12日  | 明治31年（1898年）10月4日  |                        |
| 3  | 利根川孫六 | 明治31年（1898年）10月4日  | 明治35年（1902年）4月30日  |                        |
| 4  | 今村眞橘   | 明治35年（1902年）4月30日  | 明治39年（1906年）6月16日  |                        |
| 5  | 橋本求     | 明治39年（1906年）6月16日  | 明治44年（1911年）1月19日  |                        |
| 6  | 樫田三郎   | 明治44年（1911年）1月19日  | 大正元年（1912年）12月17日 |                        |
| 7  | 直井三郎   | 大正元年（1912年）12月17日 | 大正2年（1913年）6月30日   |                        |
| 8  | 中西銈也   | 大正2年（1913年）6月30日   | 大正5年（1916年）7月28日   |                        |
| 9  | 橋本直次郎 | 大正5年（1916年）7月28日   | 大正13年（1924年）10月4日  |                        |
| 10 | 安間喜太郎 | 大正13年（1924年）10月4日  | 大正13年（1924年）12月17日 |                        |
| 11 | 細野重晴   | 大正13年（1924年）12月17日 | 大正15年（1926年）7月1日   | 郡役所廃止により、廃官 |